# Auberives-en-Royans
Auberives-en-Royans è un comune francese di 370 abitanti situato nel dipartimento dell'Isère della regione dell'Alvernia-Rodano-Alpi.

## Società

### Evoluzione demografica
Abitanti censiti